# Кіла (Монтана)
Кіла (англ. Kila) — переписна місцевість (CDP) в США, в окрузі Флетгед штату Монтана. Населення — 424 особи (2020).

## Географія
Кіла розташована за координатами 48°7′17″ пн. ш. 114°28′36″ зх. д. / 48.12139° пн. ш. 114.47667° зх. д. (48.121510, -114.476786).  За даними Бюро перепису населення США в 2010 році переписна місцевість мала площу 10,34 км², уся площа — суходіл.

## Демографія
Згідно з переписом 2010 року, у переписній місцевості мешкали 392 особи в 163 домогосподарствах у складі 120 родин. Густота населення становила 38 осіб/км².  Було 181 помешкання (18/км²).
Расовий склад населення:
| - 95,2 % — білих - 0,5 % — корінних американців |

До двох чи більше рас належало 4,3 %. Частка іспаномовних становила 1,3 % від усіх жителів.
За віковим діапазоном населення розподілялося таким чином: 18,1 % — особи молодші 18 років, 73,0 % — особи у віці 18—64 років, 8,9 % — особи у віці 65 років та старші. Медіана віку мешканця становила 45,7 року. На 100 осіб жіночої статі у переписній місцевості припадало 107,4 чоловіків;  на 100 жінок у віці від 18 років та старших — 104,5 чоловіків також старших 18 років.
Середній дохід на одне домашнє господарство  становив 45 444 долари США (медіана — 39 125), а середній дохід на одну сім'ю — 47 779 доларів (медіана — 39 875). За межею бідності перебувало 8,3 % осіб, у тому числі 4,8 % дітей у віці до 18 років та 7,7 % осіб у віці 65 років та старших.
Цивільне працевлаштоване населення становило 208 осіб. Основні галузі зайнятості: освіта, охорона здоров'я та соціальна допомога — 23,1 %, роздрібна торгівля — 15,9 %, будівництво — 15,4 %.